# Langues bird's head du Sud
Les langues bird's head du Sud sont une famille de langues papoues parlées en Indonésie, dans la péninsule de Doberai, située à l'extrémité occidentale de la Nouvelle-Guinée, dans la province de Papouasie.

## Classification
Malcolm Ross (2005) suit la proposition de S. Wurm (1975) d'inclure les langues bird's head du Sud dans la famille hypothétique de trans-nouvelle-guinée, aux côtés des langues inanwatanes et konda-yahadian. Haspelmath, Hammarström, Forkel et Bank ne valident aucun de ces rapprochements, arguant d'une comparaison du vocabulaire peu probante, et maintiennent le bird's head du Sud comme une famille de langues indépendante.

## Liste des langues
Les langues bird's head du Sud sont :
- langues bird's head du Sud
  - groupe bird's head du Sud-Ouest
    - arandai
    - kemberano
    - kokoda

  - kaburi
  - kais
  - puragi